# Glasögontaggstjärt
Glasögontaggstjärt (Siptornis striaticollis) är en fågel i familjen ugnfåglar inom ordningen tättingar.

## Utseende och läte
Glasögontaggstjärten är en liten brun fågel. På bröstet syns svag ljus streckning, runt ögat en partiell ögonring och bakom ögat ett kort vitt streck. Arten liknar strimmig uppnäbb men saknar mustaschstreck och näbben är inte böjd uppåt. Sången består av en snabb serie med ljusa "tick".

## Utbredning och systematik
Glasögontaggstjärten placeras som enda art i släktet Siptornis. Den förekommer lokalt i Anderna i södra Colombia och nordligaste Peru. Arten behandlas antingen som monotypisk eller delas in i två underarter med följande utbredning:
- Siptornis striaticollis striaticollis –  Colombia
- Siptornis striaticollis nortoni –  Ecuador och norra Peru

## Levnadssätt
Glasögontaggstjärt är en rätt sällsynt fågel i molnskogar i Anderna. Där ses den krypa utmed grenar i skogens mellersta skikt, ofta som en del av kringvandrande artblandade flockar.

## Status och hot
Arten har ett stort utbredningsområde, men tros minska i antal, dock inte tillräckligt kraftigt för att den ska betraktas som hotad. Internationella naturvårdsunionen IUCN listar arten som livskraftig (LC).